# بوستن نورجي
بوستن نورجي أو البريد النرويجي هو اسم الخدمة البريدية النرويجية . الشركة، المملوكة لوزارة النقل والاتصالات النرويجية تحتكر توزيع الرسائل التي يقل وزنها عن 50 جرامًا في جميع أنحاء البلاد. يوجد 30  مكتب بريد في النرويج ، بالإضافة إلى 1400 منفذ في متاجر البيع بالتجزئة. 

## روابط خارجية
- النسخة الإنجليزية من الموقع الرسمي للنرويج بوست
- الأقسام الأربعة
- الشركات الفرعية النرويج بوست اللوجستية[وصلة مكسورة]